# Maurício Farias
Mauricio Chícharo Farias (Nova Friburgo, 25 de outubro de 1960) é um ator, editor de cinema, editor de som, roteirista, produtor e cineasta brasileiro. É casado com a atriz Andréa Beltrão e é conhecido por ter dirigido filmes como O Coronel e o Lobisomem, A Grande Família, Verônica e Hebe: A Estrela do Brasil. Seu trabalho mais recente foi a novela Um Lugar ao Sol, de Lícia Manzo, no ar entre
novembro de 2021 e março de 2022.